# Depeche Mode/Auszeichnungen für Musikverkäufe

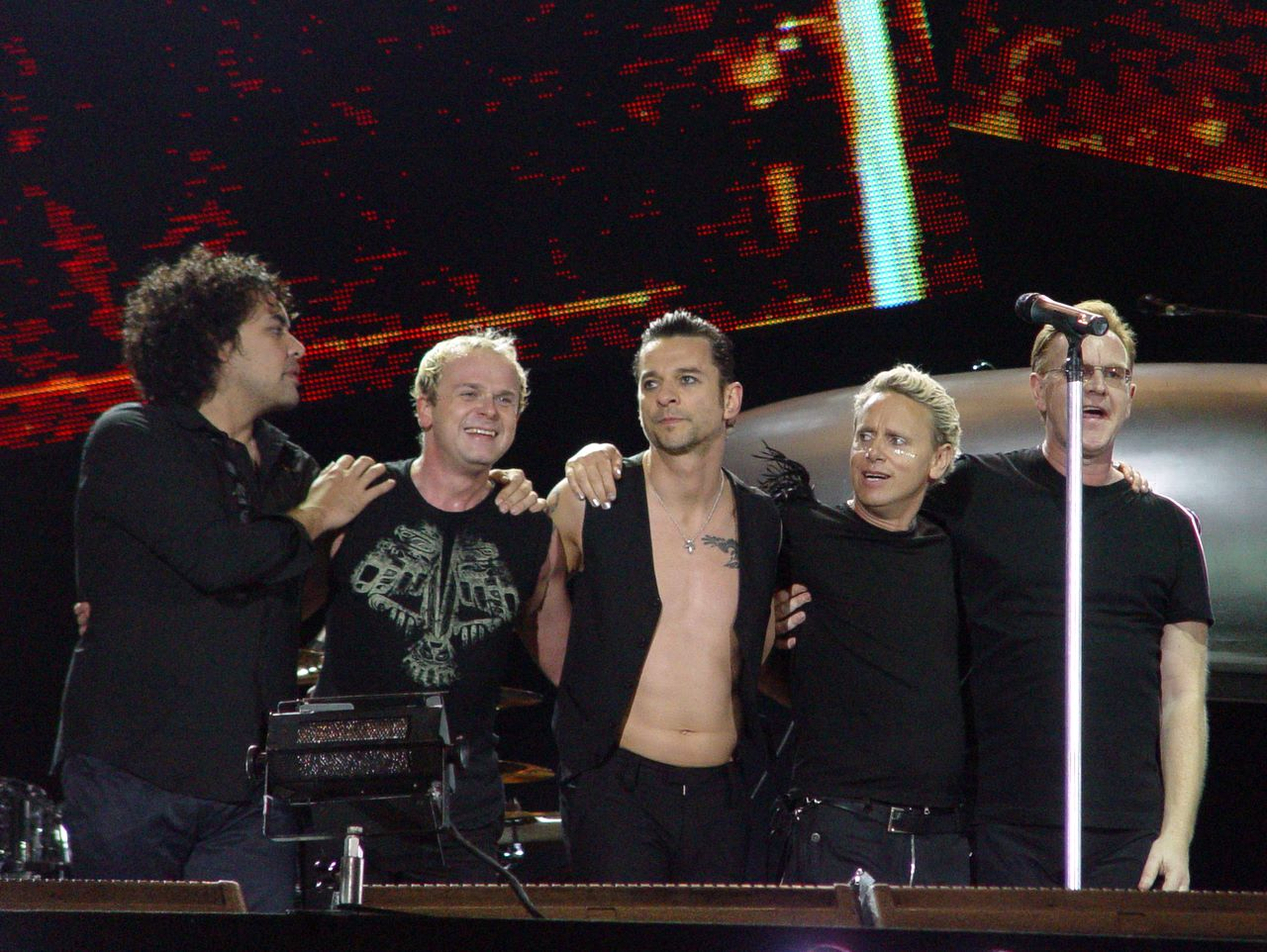
Depeche Mode (2006)

Dies ist eine Übersicht über die Auszeichnungen für Musikverkäufe der englischen Band Depeche Mode. Die Auszeichnungen finden sich nach ihrer Art (Gold, Platin usw.), nach Staaten getrennt in chronologischer Reihenfolge, geordnet sowie nach den Tonträgern selbst, ebenfalls in chronologischer Reihenfolge, getrennt nach Medium (Alben, Singles usw.), wieder.

## Auszeichnungen
| - Vereinigtes Königreich - 1982: für die Single See You - 1984: für die Single People Are People - 1984: für die Single Everything Counts - 1984: für das Album Some Great Reward - 1986: für das Album Black Celebration - 1987: für das Album Music for the Masses - 2013: für das Album Sounds of the Universe - 2014: für das Album Delta Machine - 2021: für das Album Spirit - Argentinien - 2005: für das Album Playing the Angel - 2006: für das Album The Best of, Volume 1 - Belgien - 1997: für das Album Ultra - 2001: für das Album Exciter - Dänemark - 2001: für die Single Dream On - 2005: für das Album Playing the Angel - 2010: für das Album Sounds of the Universe - 2020: für die Single Personal Jesus - 2023: für die Single Just Can’t Get Enough - Deutschland - 1985: für das Album Some Great Reward - 1985: für das Album Construction Time Again - 1987: für das Album Music for the Masses - 1990: für das Album The Singles 81>85 - 1991: für das Album 101 - 1993: für das Album Songs of Faith and Devotion - 1993: für das Album Speak & Spell - 1997: für das Album Ultra - 2004: für das Videoalbum 101 - 2005: für das Videoalbum Devotional - 2017: für das Album Spirit - 2023: für die Single Precious - 2023: für die Single Wrong - 2023: für die Single Just Can’t Get Enough - 2023: für das Album Touring the Angel: Live in Milan - 2023: für das Album Memento Mori - 2024: für die Single Personal Jesus - Finnland - 2001: für das Album Exciter - 2005: für das Album Playing the Angel - 2013: für das Album Delta Machine - Frankreich - 1986: für das Album Black Celebration - 1997: für das Album Ultra - 2001: für das Album Exciter - 2014: für das Videoalbum Devotional - 2006: für das Album The Best of, Volume 1 - 2023: für das Album Memento Mori - Griechenland - 2007: für das Album Playing the Angel - Irland - 2006: für das Album The Best of, Volume 1 - Italien - 1998: für das Album Ultra - 2011: für das Videoalbum Tour of the Universe: Barcelona - 2013: für die Single Heaven - 2017: für das Album Spirit - 2023: für das Album Memento Mori - 2024: für die Single Ghosts Again - Kanada - 2001: für das Album Exciter - 2005: für das Album Playing the Angel - Mexiko - 2004: für das Videoalbum One Night in Paris - 2006: für das Album Playing the Angel - 2009: für das Album Sounds of the Universe - Neuseeland - 2022: für die Single Just Can’t Get Enough - 2023: für die Single Enjoy the Silence - 2023: für die Single Personal Jesus - Niederlande - 2001: für das Album The Singles 86>98 - Österreich - 1992: für das Album Violator - 1993: für das Album Songs of Faith and Devotion - 2001: für das Album Exciter - 2005: für das Album Playing the Angel - 2009: für das Album Sounds of the Universe - 2013: für das Album Delta Machine - Polen - 1999: für das Album The Singles 86>98 - 2002: für das Album Exciter - 2005: für das Videoalbum The Videos 86>98+ - 2005: für das Videoalbum Devotional - 2014: für das Videoalbum Depeche Mode Live in Berlin - 2024: für die Single Ghosts Again - Portugal - 2006: für das Album Playing the Angel - 2006: für das Album The Singles 86>98 - 2006: für das Videoalbum Touring the Angel: Live in Milan - 2007: für das Album The Best of, Volume 1 - 2022: für die Single Enjoy the Silence - 2022: für die Single Just Can’t Get Enough - 2022: für die Single Personal Jesus - Schweden - 1985: für die Single It’s Called a Heart - 1989: für das Album Music for the Masses - 1990: für die Single Enjoy the Silence - 1991: für das Album Speak & Spell - 1991: für das Album Violator - 1997: für die Single Barrel of a Gun - 1997: für das Album Ultra - 1998: für das Album The Singles 86>98 - 2001: für das Album Exciter - 2005: für das Album Playing the Angel - 2009: für das Album Sounds of the Universe - 2013: für das Album Delta Machine - Schweiz - 1987: für das Album Music for the Masses - 1993: für das Album Songs of Faith and Devotion - 1998: für das Album Ultra - 1998: für das Album The Singles 86>98 - 2001: für das Album Exciter - 2006: für das Album The Best of, Volume 1 - 2006: für das Videoalbum Touring the Angel: Live in Milan - 2017: für das Album Spirit - Spanien - 1989: für das Album 101 – Live - 1997: für das Album Ultra - 1998: für das Album The Singles 86>98 - 2001: für das Album Exciter - 2004: für das Videoalbum One Night in Paris - 2004: für das Videoalbum 101 - 2005: für das Album Remixes 81–04 - 2007: für das Album The Best of, Volume 1 - 2013: für das Album Delta Machine - 2024: für die Single Personal Jesus - Ungarn - 2005: für das Album Remixes 81–04 - 2009: für das Album Sounds of the Universe - 2023: für das Album Memento Mori - 2023: für die Single Ghosts Again - Vereinigte Staaten - 1989: für das Album Black Celebration - 1990: für das Videoalbum Strange - 1990: für das Album People Are People - 1990: für das Videoalbum Some Great Videos - 1991: für das Album 101 - 1993: für die Single I Feel You - 1997: für das Album Ultra - 2001: für das Album Exciter - 2003: für das Videoalbum One Night in Paris - 2008: für das Videoalbum The Videos 86>98+ - 2025: für die Single People Are People - 2025: für die Single Strangelove - 2025: für die Single Never Let Me Down Again - 2025: für die Single Precious - 2025: für die Single It’s No Good - Vereinigtes Königreich - 1981: für das Album Speak & Spell - 1983: für das Album A Broken Frame - 1983: für das Album Construction Time Again - 1985: für das Album The Singles 81>85 - 1990: für das Album Violator - 1993: für das Album Songs of Faith and Devotion - 1997: für das Album Ultra - 1998: für das Album The Singles 86>98 - 2005: für das Album Playing the Angel - 2014: für das Album Exciter - 2017: für das Album Remixes 81–04 - 2020: für das Album 101 - 2023: für die Single Personal Jesus | - Frankreich - 1989: für das Album 101 – Live - 1993: für das Album Songs of Faith and Devotion - 2001: für das Album The Singles 86>98 - 2004: für das Album Remixes 81–04 - 2005: für das Album Playing the Angel - Argentinien - 2002: für das Videoalbum One Night in Paris - 2003: für das Videoalbum 101 - 2006: für das Videoalbum Touring the Angel: Live in Milan - Belgien - 1998: für das Album The Singles 86>98 - 2009: für das Album The Best of, Volume 1 - 2009: für das Album Sounds of the Universe - Dänemark - 2023: für die Single Enjoy the Silence - Deutschland - 2002: für das Videoalbum One Night in Paris - 2005: für das Videoalbum The Videos 86>98+ - 1990: für das Album Violator - 1997: für das Album Black Celebration - 2000: für das Album The Singles 86>98 - 2001: für das Album Exciter - 2005: für das Album Remixes 81–04 - 2011: für das Videoalbum Tour of the Universe: Barcelona - 2023: für die Single Enjoy the Silence - Europa - 1998: für das Album Ultra - 1998: für das Album The Singles 86>98 - 2001: für das Album Exciter - 2005: für das Album Playing the Angel - 2007: für das Album The Best of, Volume 1 - Frankreich - 1988: für das Album Music for the Masses - 1990: für das Album Violator - 2004: für das Videoalbum 101 - 2009: für das Album Sounds of the Universe - 2013: für das Album Delta Machine - 2014: für das Videoalbum Depeche Mode Live in Berlin - 2018: für das Album Spirit - Italien - 1990: für das Album Violator(Mute Records) - 2009: für das Album Sounds of the Universe - 2012: für das Album The Singles 86>98 - 2013: für das Album Delta Machine - 2013: für das Album The Best of, Volume 1 - 2018: für die Single Personal Jesus - 2024: für das Album Violator (FIMI) - 2024: für die Single Just Can’t Get Enough - Kanada - 1993: für das Album Songs of Faith and Devotion - Polen - 2003: für das Videoalbum One Night in Paris - 2005: für das Videoalbum 101 - 2006: für das Album Playing the Angel - 2023: für das Album Memento Mori - Russland - 2006: für das Album The Best of, Volume 1 - 2009: für das Album Sounds of the Universe - Schweiz - 1991: für das Album Violator - 2009: für das Album Sounds of the Universe - 2013: für das Album Delta Machine - Spanien - 1990: für das Album Violator - 2006: für das Album Playing the Angel - 2006: für das Videoalbum The Videos 86>98+ - 2007: für das Videoalbum Touring the Angel: Live in Milan - 2024: für die Single Enjoy the Silence - 2024: für die Single Just Can’t Get Enough - Ungarn - 2005: für das Album Playing the Angel - 2013: für das Album The Best of, Volume 1 - 2018: für das Album Spirit - Vereinigte Staaten - 1990: für das Videoalbum 101 - 1991: für das Album Music for the Masses - 1991: für das Videoalbum Strange Too - 1993: für das Album Songs of Faith and Devotion - 1994: für das Album Some Great Reward - 2000: für das Album Catching Up with Depeche Mode - 2005: für das Album The Singles 86>98 - 2025: für die Single Policy of Truth - 2025: für die Single Just Can’t Get Enough - Vereinigtes Königreich - 2021: für die Single Just Can’t Get Enough - 2022: für die Single Enjoy the Silence | - Deutschland - 2011: für das Album Sounds of the Universe - 2013: für das Album Delta Machine - Deutschland - 2006: für das Album Playing the Angel - 2008: für das Videoalbum Touring the Angel: Live in Milan - Frankreich - 2010: für das Videoalbum Tour of the Universe: Barcelona - Italien - 2024: für die Single Enjoy the Silence - Kanada - 1990: für das Album Violator - 1990: für das Album 101 – Live - Polen - 2010: für das Album Sounds of the Universe - 2013: für das Album Delta Machine - 2024: für das Album Violator - Ungarn - 2013: für das Album Delta Machine - Vereinigte Staaten - 2025: für die Single Personal Jesus - Vereinigtes Königreich - 2025: für das Album The Best of, Volume 1 - Dänemark - 2017: für das Album The Best of, Volume 1 - Frankreich - 2005: für das Videoalbum One Night in Paris - 2007: für das Videoalbum Touring the Angel: Live in Milan - Polen - 2018: für das Album Spirit - Russland - 2005: für das Album Playing the Angel - Vereinigte Staaten - 1996: für das Album Violator - 2025: für die Single Enjoy the Silence - Deutschland - 2023: für das Album The Best of, Volume 1 |

## Auszeichnungen nach Alben

### Speak & Spell
| Land/Region                  | Auszeichnungen für Musikverkäufe (Land/Region, Auszeichnung, Verkäufe) | Verkäufe |
| ---------------------------- | ---------------------------------------------------------------------- | -------- |
| Deutschland (BVMI)           | Gold                                                                   | 250.000  |
| Schweden (IFPI)              | Gold                                                                   | 50.000   |
| Vereinigtes Königreich (BPI) | Gold                                                                   | 100.000  |
| Insgesamt                    | 3× Gold ·                                                              | 400.000  |

### A Broken Frame
| Land/Region                  | Auszeichnungen für Musikverkäufe (Land/Region, Auszeichnung, Verkäufe) | Verkäufe |
| ---------------------------- | ---------------------------------------------------------------------- | -------- |
| Vereinigtes Königreich (BPI) | Gold                                                                   | 100.000  |
| Insgesamt                    | 1× Gold ·                                                              | 100.000  |

### Construction Time Again
| Land/Region                  | Auszeichnungen für Musikverkäufe (Land/Region, Auszeichnung, Verkäufe) | Verkäufe |
| ---------------------------- | ---------------------------------------------------------------------- | -------- |
| Deutschland (BVMI)           | Gold                                                                   | 250.000  |
| Vereinigtes Königreich (BPI) | Gold                                                                   | 100.000  |
| Insgesamt                    | 2× Gold ·                                                              | 350.000  |

### People Are People
| Land/Region               | Auszeichnungen für Musikverkäufe (Land/Region, Auszeichnung, Verkäufe) | Verkäufe |
| ------------------------- | ---------------------------------------------------------------------- | -------- |
| Vereinigte Staaten (RIAA) | Gold                                                                   | 500.000  |
| Insgesamt                 | 1× Gold ·                                                              | 500.000  |

### Some Great Reward
| Land/Region                  | Auszeichnungen für Musikverkäufe (Land/Region, Auszeichnung, Verkäufe) | Verkäufe  |
| ---------------------------- | ---------------------------------------------------------------------- | --------- |
| Deutschland (BVMI)           | Gold                                                                   | 250.000   |
| Vereinigte Staaten (RIAA)    | Platin                                                                 | 1.000.000 |
| Vereinigtes Königreich (BPI) | Silber                                                                 | 60.000    |
| Insgesamt                    | 1× Silber · 1× Gold · 1× Platin ·                                      | 1.310.000 |

### The Singles 81>85
| Land/Region                  | Auszeichnungen für Musikverkäufe (Land/Region, Auszeichnung, Verkäufe) | Verkäufe |
| ---------------------------- | ---------------------------------------------------------------------- | -------- |
| Deutschland (BVMI)           | Gold                                                                   | 250.000  |
| Vereinigtes Königreich (BPI) | Gold                                                                   | 100.000  |
| Insgesamt                    | 2× Gold ·                                                              | 350.000  |

### Catching Up with Depeche Mode
| Land/Region               | Auszeichnungen für Musikverkäufe (Land/Region, Auszeichnung, Verkäufe) | Verkäufe  |
| ------------------------- | ---------------------------------------------------------------------- | --------- |
| Vereinigte Staaten (RIAA) | Platin                                                                 | 1.000.000 |
| Insgesamt                 | 1× Platin ·                                                            | 1.000.000 |

### Black Celebration
| Land/Region                  | Auszeichnungen für Musikverkäufe (Land/Region, Auszeichnung, Verkäufe) | Verkäufe  |
| ---------------------------- | ---------------------------------------------------------------------- | --------- |
| Deutschland (BVMI)           | Platin                                                                 | 500.000   |
| Frankreich (SNEP)            | Gold                                                                   | 100.000   |
| Vereinigte Staaten (RIAA)    | Gold                                                                   | 500.000   |
| Vereinigtes Königreich (BPI) | Silber                                                                 | 60.000    |
| Insgesamt                    | 1× Silber · 2× Gold · 1× Platin ·                                      | 1.160.000 |

### Music for the Masses
| Land/Region                  | Auszeichnungen für Musikverkäufe (Land/Region, Auszeichnung, Verkäufe) | Verkäufe  |
| ---------------------------- | ---------------------------------------------------------------------- | --------- |
| Deutschland (BVMI)           | Gold                                                                   | 250.000   |
| Frankreich (SNEP)            | Platin                                                                 | 400.000   |
| Schweden (IFPI)              | Gold                                                                   | 50.000    |
| Schweiz (IFPI)               | Gold                                                                   | 25.000    |
| Vereinigte Staaten (RIAA)    | Platin                                                                 | 1.000.000 |
| Vereinigtes Königreich (BPI) | Silber                                                                 | 60.000    |
| Insgesamt                    | 1× Silber · 3× Gold · 2× Platin ·                                      | 1.785.000 |

### 101 – Live
| Land/Region                  | Auszeichnungen für Musikverkäufe (Land/Region, Auszeichnung, Verkäufe) | Verkäufe  |
| ---------------------------- | ---------------------------------------------------------------------- | --------- |
| Deutschland (BVMI)           | Gold                                                                   | 250.000   |
| Frankreich (SNEP)            | 2× Gold                                                                | 200.000   |
| Kanada (MC)                  | 2× Platin                                                              | 200.000   |
| Spanien (Promusicae)         | Gold                                                                   | 50.000    |
| Vereinigte Staaten (RIAA)    | Gold                                                                   | 500.000   |
| Vereinigtes Königreich (BPI) | Gold                                                                   | 100.000   |
| Insgesamt                    | 6× Gold · 2× Platin ·                                                  | 1.300.000 |

### Violator
| Land/Region                  | Auszeichnungen für Musikverkäufe (Land/Region, Auszeichnung, Verkäufe) | Verkäufe  |
| ---------------------------- | ---------------------------------------------------------------------- | --------- |
| Deutschland (BVMI)           | Platin                                                                 | 500.000   |
| Frankreich (SNEP)            | Platin                                                                 | 300.000   |
| Italien (FIMI)               | Platin (1990) · + Platin (2024)                                        | 300.000   |
| Kanada (MC)                  | 2× Platin                                                              | 200.000   |
| Österreich (IFPI)            | Gold                                                                   | 25.000    |
| Polen (ZPAV)                 | 2× Platin                                                              | 40.000    |
| Schweden (IFPI)              | Gold                                                                   | 50.000    |
| Schweiz (IFPI)               | Platin                                                                 | 50.000    |
| Spanien (Promusicae)         | Platin                                                                 | 100.000   |
| Vereinigte Staaten (RIAA)    | 3× Platin                                                              | 3.000.000 |
| Vereinigtes Königreich (BPI) | Gold                                                                   | 100.000   |
| Insgesamt                    | 3× Gold · 13× Platin ·                                                 | 4.665.000 |

### Songs of Faith and Devotion
| Land/Region                  | Auszeichnungen für Musikverkäufe (Land/Region, Auszeichnung, Verkäufe) | Verkäufe  |
| ---------------------------- | ---------------------------------------------------------------------- | --------- |
| Deutschland (BVMI)           | Gold                                                                   | 250.000   |
| Frankreich (SNEP)            | 2× Gold                                                                | 200.000   |
| Kanada (MC)                  | Platin                                                                 | 100.000   |
| Österreich (IFPI)            | Gold                                                                   | 25.000    |
| Schweiz (IFPI)               | Gold                                                                   | 25.000    |
| Vereinigte Staaten (RIAA)    | Platin                                                                 | 1.000.000 |
| Vereinigtes Königreich (BPI) | Gold                                                                   | 100.000   |
| Insgesamt                    | 6× Gold · 2× Platin ·                                                  | 1.700.000 |

### Ultra
| Land/Region                  | Auszeichnungen für Musikverkäufe (Land/Region, Auszeichnung, Verkäufe) | Verkäufe  |
| ---------------------------- | ---------------------------------------------------------------------- | --------- |
| Belgien (BRMA)               | Gold                                                                   | (25.000)  |
| Deutschland (BVMI)           | Gold                                                                   | (250.000) |
| Europa (IFPI)                | Platin                                                                 | 1.000.000 |
| Frankreich (SNEP)            | Gold                                                                   | (100.000) |
| Italien (FIMI)               | Platin                                                                 | (100.000) |
| Schweden (IFPI)              | Gold                                                                   | (40.000)  |
| Schweiz (IFPI)               | Gold                                                                   | (25.000)  |
| Spanien (Promusicae)         | Gold                                                                   | (50.000)  |
| Vereinigte Staaten (RIAA)    | Gold                                                                   | 500.000   |
| Vereinigtes Königreich (BPI) | Gold                                                                   | (100.000) |
| Insgesamt                    | 8× Gold · 2× Platin ·                                                  | 1.500.000 |

### The Singles 86>98
| Land/Region                  | Auszeichnungen für Musikverkäufe (Land/Region, Auszeichnung, Verkäufe) | Verkäufe    |
| ---------------------------- | ---------------------------------------------------------------------- | ----------- |
| Belgien (BRMA)               | Platin                                                                 | 50.000      |
| Deutschland (BVMI)           | Platin                                                                 | 500.000     |
| Europa (IFPI)                | Platin                                                                 | (1.000.000) |
| Finnland (IFPI)              | —                                                                      | 10.000      |
| Frankreich (SNEP)            | 2× Gold                                                                | 200.000     |
| Italien (FIMI)               | Platin                                                                 | 60.000      |
| Niederlande (NVPI)           | Gold                                                                   | 40.000      |
| Polen (ZPAV)                 | Gold                                                                   | 50.000      |
| Portugal (AFP)               | Gold                                                                   | 10.000      |
| Schweden (IFPI)              | Gold                                                                   | 40.000      |
| Schweiz (IFPI)               | Gold                                                                   | 25.000      |
| Spanien (Promusicae)         | Gold                                                                   | 50.000      |
| Vereinigte Staaten (RIAA)    | Platin                                                                 | 1.000.000   |
| Vereinigtes Königreich (BPI) | Gold                                                                   | 100.000     |
| Insgesamt                    | 9× Gold · 5× Platin ·                                                  | 2.135.000   |

### Exciter
| Land/Region                  | Auszeichnungen für Musikverkäufe (Land/Region, Auszeichnung, Verkäufe) | Verkäufe  |
| ---------------------------- | ---------------------------------------------------------------------- | --------- |
| Belgien (BRMA)               | Gold                                                                   | (25.000)  |
| Deutschland (BVMI)           | Platin                                                                 | (300.000) |
| Europa (IFPI)                | Platin                                                                 | 1.000.000 |
| Finnland (IFPI)              | Gold                                                                   | (15.450)  |
| Frankreich (SNEP)            | Gold                                                                   | (100.000) |
| Kanada (MC)                  | Gold                                                                   | 50.000    |
| Österreich (IFPI)            | Gold                                                                   | (20.000)  |
| Polen (ZPAV)                 | Gold                                                                   | (35.000)  |
| Schweden (IFPI)              | Gold                                                                   | (40.000)  |
| Schweiz (IFPI)               | Gold                                                                   | (20.000)  |
| Spanien (Promusicae)         | Gold                                                                   | (50.000)  |
| Vereinigte Staaten (RIAA)    | Gold                                                                   | 500.000   |
| Vereinigtes Königreich (BPI) | Gold                                                                   | (100.000) |
| Insgesamt                    | 11× Gold · 2× Platin ·                                                 | 1.550.000 |

### Remixes 81–04
| Land/Region                  | Auszeichnungen für Musikverkäufe (Land/Region, Auszeichnung, Verkäufe) | Verkäufe |
| ---------------------------- | ---------------------------------------------------------------------- | -------- |
| Deutschland (BVMI)           | Platin                                                                 | 200.000  |
| Frankreich (SNEP)            | 2× Gold                                                                | 200.000  |
| Spanien (Promusicae)         | Gold                                                                   | 50.000   |
| Ungarn (MAHASZ)              | Gold                                                                   | 10.000   |
| Vereinigtes Königreich (BPI) | Gold                                                                   | 100.000  |
| Insgesamt                    | 5× Gold · 1× Platin ·                                                  | 560.000  |

### Playing the Angel
| Land/Region                  | Auszeichnungen für Musikverkäufe (Land/Region, Auszeichnung, Verkäufe) | Verkäufe  |
| ---------------------------- | ---------------------------------------------------------------------- | --------- |
| Argentinien (CAPIF)          | Gold                                                                   | 20.000    |
| Dänemark (IFPI)              | Gold                                                                   | (20.000)  |
| Deutschland (BVMI)           | 2× Platin                                                              | (400.000) |
| Europa (IFPI)                | Platin                                                                 | 1.000.000 |
| Finnland (IFPI)              | Gold                                                                   | (16.777)  |
| Frankreich (SNEP)            | 2× Gold                                                                | (200.000) |
| Griechenland (IFPI)          | Gold                                                                   | (7.500)   |
| Kanada (MC)                  | Gold                                                                   | 50.000    |
| Mexiko (AMPROFON)            | Gold                                                                   | 50.000    |
| Österreich (IFPI)            | Gold                                                                   | (15.000)  |
| Polen (ZPAV)                 | Platin                                                                 | (20.000)  |
| Portugal (AFP)               | Gold                                                                   | (10.000)  |
| Russland (NFPF)              | 3× Platin                                                              | (60.000)  |
| Schweden (IFPI)              | Gold                                                                   | (30.000)  |
| Spanien (Promusicae)         | Platin                                                                 | (80.000)  |
| Ungarn (MAHASZ)              | Platin                                                                 | (10.000)  |
| Vereinigtes Königreich (BPI) | Gold                                                                   | (100.000) |
| Insgesamt                    | 12× Gold · 9× Platin ·                                                 | 1.180.000 |

### Touring the Angel: Live in Milan
| Land/Region        | Auszeichnungen für Musikverkäufe (Land/Region, Auszeichnung, Verkäufe) | Verkäufe |
| ------------------ | ---------------------------------------------------------------------- | -------- |
| Deutschland (BVMI) | Gold                                                                   | 100.000  |
| Insgesamt          | 1× Gold ·                                                              | 100.000  |

### The Best of, Volume 1
| Land/Region                  | Auszeichnungen für Musikverkäufe (Land/Region, Auszeichnung, Verkäufe) | Verkäufe    |
| ---------------------------- | ---------------------------------------------------------------------- | ----------- |
| Argentinien (CAPIF)          | Gold                                                                   | 20.000      |
| Belgien (BRMA)               | Platin                                                                 | 50.000      |
| Dänemark (IFPI)              | 3× Platin                                                              | 60.000      |
| Deutschland (BVMI)           | 7× Gold                                                                | 700.000     |
| Europa (IFPI)                | Platin                                                                 | (1.000.000) |
| Frankreich (SNEP)            | Gold                                                                   | 75.000      |
| Irland (IRMA)                | Gold                                                                   | 7.500       |
| Italien (FIMI)               | Platin                                                                 | 60.000      |
| Portugal (AFP)               | Gold                                                                   | 10.000      |
| Russland (NFPF)              | Platin                                                                 | 20.000      |
| Schweiz (IFPI)               | Gold                                                                   | 15.000      |
| Spanien (Promusicae)         | Gold                                                                   | 30.000      |
| Ungarn (MAHASZ)              | Platin                                                                 | 6.000       |
| Vereinigtes Königreich (BPI) | 2× Platin                                                              | 600.000     |
| Insgesamt                    | 7× Gold · 13× Platin ·                                                 | 1.674.000   |

### Sounds of the Universe
| Land/Region                  | Auszeichnungen für Musikverkäufe (Land/Region, Auszeichnung, Verkäufe) | Verkäufe |
| ---------------------------- | ---------------------------------------------------------------------- | -------- |
| Belgien (BRMA)               | Platin                                                                 | 30.000   |
| Dänemark (IFPI)              | Gold                                                                   | 20.000   |
| Deutschland (BVMI)           | 3× Gold                                                                | 300.000  |
| Frankreich (SNEP)            | Platin                                                                 | 100.000  |
| Italien (FIMI)               | Platin                                                                 | 70.000   |
| Mexiko (AMPROFON)            | Gold                                                                   | 40.000   |
| Österreich (IFPI)            | Gold                                                                   | 10.000   |
| Polen (ZPAV)                 | 2× Platin                                                              | 40.000   |
| Russland (NFPF)              | Platin                                                                 | 20.000   |
| Schweden (IFPI)              | Gold                                                                   | 20.000   |
| Schweiz (IFPI)               | Platin                                                                 | 30.000   |
| Ungarn (MAHASZ)              | Gold                                                                   | 3.000    |
| Vereinigtes Königreich (BPI) | Silber                                                                 | 60.000   |
| Insgesamt                    | 1× Silber · 6× Gold · 8× Platin ·                                      | 743.000  |

### Delta Machine
| Land/Region                  | Auszeichnungen für Musikverkäufe (Land/Region, Auszeichnung, Verkäufe) | Verkäufe |
| ---------------------------- | ---------------------------------------------------------------------- | -------- |
| Deutschland (BVMI)           | 3× Gold                                                                | 300.000  |
| Finnland (IFPI)              | Gold                                                                   | 10.250   |
| Frankreich (SNEP)            | Platin                                                                 | 100.000  |
| Italien (FIMI)               | Platin                                                                 | 60.000   |
| Österreich (IFPI)            | Gold                                                                   | 7.500    |
| Polen (ZPAV)                 | 2× Platin                                                              | 40.000   |
| Schweden (IFPI)              | Gold                                                                   | 20.000   |
| Schweiz (IFPI)               | Platin                                                                 | 20.000   |
| Spanien (Promusicae)         | Gold                                                                   | 20.000   |
| Ungarn (MAHASZ)              | 2× Platin                                                              | 4.000    |
| Vereinigtes Königreich (BPI) | Silber                                                                 | 60.000   |
| Insgesamt                    | 1× Silber · 5× Gold · 8× Platin ·                                      | 641.750  |

### Spirit
| Land/Region                  | Auszeichnungen für Musikverkäufe (Land/Region, Auszeichnung, Verkäufe) | Verkäufe |
| ---------------------------- | ---------------------------------------------------------------------- | -------- |
| Deutschland (BVMI)           | Gold                                                                   | 100.000  |
| Frankreich (SNEP)            | Platin                                                                 | 100.000  |
| Italien (FIMI)               | Gold                                                                   | 25.000   |
| Polen (ZPAV)                 | 3× Platin                                                              | 60.000   |
| Schweiz (IFPI)               | Gold                                                                   | 10.000   |
| Ungarn (MAHASZ)              | Platin                                                                 | 4.000    |
| Vereinigtes Königreich (BPI) | Silber                                                                 | 60.000   |
| Insgesamt                    | 1× Silber · 3× Gold · 5× Platin ·                                      | 359.000  |

### Memento Mori
| Land/Region        | Auszeichnungen für Musikverkäufe (Land/Region, Auszeichnung, Verkäufe) | Verkäufe |
| ------------------ | ---------------------------------------------------------------------- | -------- |
| Deutschland (BVMI) | Gold                                                                   | 100.000  |
| Frankreich (SNEP)  | Gold                                                                   | 50.000   |
| Italien (FIMI)     | Gold                                                                   | 25.000   |
| Polen (ZPAV)       | Platin                                                                 | 20.000   |
| Ungarn (MAHASZ)    | Gold                                                                   | 2.000    |
| Insgesamt          | 4× Gold · 1× Platin ·                                                  | 197.000  |

## Auszeichnungen nach Singles

### Just Can’t Get Enough
| Land/Region                  | Auszeichnungen für Musikverkäufe (Land/Region, Auszeichnung, Verkäufe) | Verkäufe  |
| ---------------------------- | ---------------------------------------------------------------------- | --------- |
| Dänemark (IFPI)              | Gold                                                                   | 45.000    |
| Deutschland (BVMI)           | Gold                                                                   | 250.000   |
| Italien (FIMI)               | Platin                                                                 | 100.000   |
| Neuseeland (RMNZ)            | Gold                                                                   | 15.000    |
| Portugal (AFP)               | Gold                                                                   | 5.000     |
| Spanien (Promusicae)         | Platin                                                                 | 60.000    |
| Vereinigte Staaten (RIAA)    | Platin                                                                 | 1.000.000 |
| Vereinigtes Königreich (BPI) | Platin                                                                 | 600.000   |
| Insgesamt                    | 4× Gold · 4× Platin ·                                                  | 2.075.000 |

### See You
| Land/Region                  | Auszeichnungen für Musikverkäufe (Land/Region, Auszeichnung, Verkäufe) | Verkäufe |
| ---------------------------- | ---------------------------------------------------------------------- | -------- |
| Vereinigtes Königreich (BPI) | Silber                                                                 | 250.000  |
| Insgesamt                    | 1× Silber ·                                                            | 250.000  |

### Everything Counts
| Land/Region                  | Auszeichnungen für Musikverkäufe (Land/Region, Auszeichnung, Verkäufe) | Verkäufe |
| ---------------------------- | ---------------------------------------------------------------------- | -------- |
| Vereinigtes Königreich (BPI) | Silber                                                                 | 250.000  |
| Insgesamt                    | 1× Silber ·                                                            | 250.000  |

### People Are People
| Land/Region                  | Auszeichnungen für Musikverkäufe (Land/Region, Auszeichnung, Verkäufe) | Verkäufe |
| ---------------------------- | ---------------------------------------------------------------------- | -------- |
| Vereinigte Staaten (RIAA)    | Gold                                                                   | 500.000  |
| Vereinigtes Königreich (BPI) | Silber                                                                 | 250.000  |
| Insgesamt                    | 1× Silber · 1× Gold ·                                                  | 750.000  |

### It’s Called a Heart
| Land/Region     | Auszeichnungen für Musikverkäufe (Land/Region, Auszeichnung, Verkäufe) | Verkäufe |
| --------------- | ---------------------------------------------------------------------- | -------- |
| Schweden (IFPI) | Gold                                                                   | 25.000   |
| Insgesamt       | 1× Gold ·                                                              | 25.000   |

### Strangelove
| Land/Region               | Auszeichnungen für Musikverkäufe (Land/Region, Auszeichnung, Verkäufe) | Verkäufe |
| ------------------------- | ---------------------------------------------------------------------- | -------- |
| Vereinigte Staaten (RIAA) | Gold                                                                   | 500.000  |
| Insgesamt                 | 1× Gold ·                                                              | 500.000  |

### Never Let Me Down Again
| Land/Region               | Auszeichnungen für Musikverkäufe (Land/Region, Auszeichnung, Verkäufe) | Verkäufe |
| ------------------------- | ---------------------------------------------------------------------- | -------- |
| Vereinigte Staaten (RIAA) | Gold                                                                   | 500.000  |
| Insgesamt                 | 1× Gold ·                                                              | 500.000  |

### Personal Jesus
| Land/Region                  | Auszeichnungen für Musikverkäufe (Land/Region, Auszeichnung, Verkäufe) | Verkäufe  |
| ---------------------------- | ---------------------------------------------------------------------- | --------- |
| Dänemark (IFPI)              | Gold                                                                   | 45.000    |
| Deutschland (BVMI)           | Gold                                                                   | 300.000   |
| Italien (FIMI)               | Platin                                                                 | 30.000    |
| Neuseeland (RMNZ)            | Gold                                                                   | 15.000    |
| Portugal (AFP)               | Gold                                                                   | 5.000     |
| Spanien (Promusicae)         | Gold                                                                   | 30.000    |
| Vereinigte Staaten (RIAA)    | 2× Platin                                                              | 2.000.000 |
| Vereinigtes Königreich (BPI) | Gold                                                                   | 400.000   |
| Insgesamt                    | 6× Gold · 3× Platin ·                                                  | 2.825.000 |

### Enjoy the Silence
| Land/Region                  | Auszeichnungen für Musikverkäufe (Land/Region, Auszeichnung, Verkäufe) | Verkäufe  |
| ---------------------------- | ---------------------------------------------------------------------- | --------- |
| Dänemark (IFPI)              | Platin                                                                 | 90.000    |
| Deutschland (BVMI)           | Platin                                                                 | 500.000   |
| Italien (FIMI)               | 2× Platin                                                              | 200.000   |
| Neuseeland (RMNZ)            | Gold                                                                   | 15.000    |
| Portugal (AFP)               | Gold                                                                   | 5.000     |
| Schweden (IFPI)              | Gold                                                                   | 25.000    |
| Spanien (Promusicae)         | Platin                                                                 | 60.000    |
| Vereinigte Staaten (RIAA)    | 3× Platin                                                              | 3.000.000 |
| Vereinigtes Königreich (BPI) | Platin                                                                 | 600.000   |
| Insgesamt                    | 3× Gold · 9× Platin ·                                                  | 4.495.000 |

### Policy of Truth
| Land/Region               | Auszeichnungen für Musikverkäufe (Land/Region, Auszeichnung, Verkäufe) | Verkäufe  |
| ------------------------- | ---------------------------------------------------------------------- | --------- |
| Vereinigte Staaten (RIAA) | Platin                                                                 | 1.000.000 |
| Insgesamt                 | 1× Platin ·                                                            | 1.000.000 |

### I Feel You
| Land/Region               | Auszeichnungen für Musikverkäufe (Land/Region, Auszeichnung, Verkäufe) | Verkäufe |
| ------------------------- | ---------------------------------------------------------------------- | -------- |
| Vereinigte Staaten (RIAA) | Gold                                                                   | 500.000  |
| Insgesamt                 | 1× Gold ·                                                              | 500.000  |

### It’s No Good
| Land/Region               | Auszeichnungen für Musikverkäufe (Land/Region, Auszeichnung, Verkäufe) | Verkäufe |
| ------------------------- | ---------------------------------------------------------------------- | -------- |
| Vereinigte Staaten (RIAA) | Gold                                                                   | 500.000  |
| Insgesamt                 | 1× Gold ·                                                              | 500.000  |

### Barrel of a Gun
| Land/Region     | Auszeichnungen für Musikverkäufe (Land/Region, Auszeichnung, Verkäufe) | Verkäufe |
| --------------- | ---------------------------------------------------------------------- | -------- |
| Schweden (IFPI) | Gold                                                                   | 15.000   |
| Insgesamt       | 1× Gold ·                                                              | 15.000   |

### Dream On
| Land/Region     | Auszeichnungen für Musikverkäufe (Land/Region, Auszeichnung, Verkäufe) | Verkäufe |
| --------------- | ---------------------------------------------------------------------- | -------- |
| Dänemark (IFPI) | Gold                                                                   | 10.000   |
| Insgesamt       | 1× Gold ·                                                              | 10.000   |

### Precious
| Land/Region               | Auszeichnungen für Musikverkäufe (Land/Region, Auszeichnung, Verkäufe) | Verkäufe |
| ------------------------- | ---------------------------------------------------------------------- | -------- |
| Deutschland (BVMI)        | Gold                                                                   | 150.000  |
| Vereinigte Staaten (RIAA) | Gold                                                                   | 500.000  |
| Insgesamt                 | 2× Gold ·                                                              | 650.000  |

### Wrong
| Land/Region        | Auszeichnungen für Musikverkäufe (Land/Region, Auszeichnung, Verkäufe) | Verkäufe |
| ------------------ | ---------------------------------------------------------------------- | -------- |
| Deutschland (BVMI) | Gold                                                                   | 150.000  |
| Insgesamt          | 1× Gold ·                                                              | 150.000  |

### Heaven
| Land/Region    | Auszeichnungen für Musikverkäufe (Land/Region, Auszeichnung, Verkäufe) | Verkäufe |
| -------------- | ---------------------------------------------------------------------- | -------- |
| Italien (FIMI) | Gold                                                                   | 15.000   |
| Insgesamt      | 1× Gold ·                                                              | 15.000   |

### Ghosts Again
| Land/Region     | Auszeichnungen für Musikverkäufe (Land/Region, Auszeichnung, Verkäufe) | Verkäufe |
| --------------- | ---------------------------------------------------------------------- | -------- |
| Italien (FIMI)  | Gold                                                                   | 50.000   |
| Polen (ZPAV)    | Gold                                                                   | 25.000   |
| Ungarn (MAHASZ) | Gold                                                                   | 2.000    |
| Insgesamt       | 3× Gold ·                                                              | 77.000   |

## Auszeichnungen nach Videoalben

### Some Great Videos
| Land/Region               | Auszeichnungen für Musikverkäufe (Land/Region, Auszeichnung, Verkäufe) | Verkäufe |
| ------------------------- | ---------------------------------------------------------------------- | -------- |
| Vereinigte Staaten (RIAA) | Gold                                                                   | 50.000   |
| Insgesamt                 | 1× Gold ·                                                              | 50.000   |

### Strange
| Land/Region               | Auszeichnungen für Musikverkäufe (Land/Region, Auszeichnung, Verkäufe) | Verkäufe |
| ------------------------- | ---------------------------------------------------------------------- | -------- |
| Vereinigte Staaten (RIAA) | Gold                                                                   | 50.000   |
| Insgesamt                 | 1× Gold ·                                                              | 50.000   |

### 101
| Land/Region               | Auszeichnungen für Musikverkäufe (Land/Region, Auszeichnung, Verkäufe) | Verkäufe |
| ------------------------- | ---------------------------------------------------------------------- | -------- |
| Argentinien (CAPIF)       | Platin                                                                 | 8.000    |
| Deutschland (BVMI)        | Gold                                                                   | 25.000   |
| Frankreich (SNEP)         | Platin                                                                 | 20.000   |
| Polen (ZPAV)              | Platin                                                                 | 10.000   |
| Spanien (Promusicae)      | Gold                                                                   | 10.000   |
| Vereinigte Staaten (RIAA) | Platin                                                                 | 100.000  |
| Insgesamt                 | 2× Gold · 4× Platin ·                                                  | 173.000  |

### Strange Too
| Land/Region               | Auszeichnungen für Musikverkäufe (Land/Region, Auszeichnung, Verkäufe) | Verkäufe |
| ------------------------- | ---------------------------------------------------------------------- | -------- |
| Vereinigte Staaten (RIAA) | Platin                                                                 | 100.000  |
| Insgesamt                 | 1× Platin ·                                                            | 100.000  |

### Devotional
| Land/Region        | Auszeichnungen für Musikverkäufe (Land/Region, Auszeichnung, Verkäufe) | Verkäufe |
| ------------------ | ---------------------------------------------------------------------- | -------- |
| Deutschland (BVMI) | Gold                                                                   | 25.000   |
| Frankreich (SNEP)  | Gold                                                                   | 7.500    |
| Polen (ZPAV)       | Gold                                                                   | 5.000    |
| Insgesamt          | 3× Gold ·                                                              | 37.500   |

### The Videos 86>98+
| Land/Region               | Auszeichnungen für Musikverkäufe (Land/Region, Auszeichnung, Verkäufe) | Verkäufe |
| ------------------------- | ---------------------------------------------------------------------- | -------- |
| Deutschland (BVMI)        | Platin                                                                 | 50.000   |
| Polen (ZPAV)              | Gold                                                                   | 5.000    |
| Spanien (Promusicae)      | Platin                                                                 | 25.000   |
| Vereinigte Staaten (RIAA) | Gold                                                                   | 50.000   |
| Insgesamt                 | 2× Gold · 2× Platin ·                                                  | 130.000  |

### One Night in Paris
| Land/Region               | Auszeichnungen für Musikverkäufe (Land/Region, Auszeichnung, Verkäufe) | Verkäufe |
| ------------------------- | ---------------------------------------------------------------------- | -------- |
| Argentinien (CAPIF)       | Platin                                                                 | 8.000    |
| Deutschland (BVMI)        | Platin                                                                 | 50.000   |
| Frankreich (SNEP)         | 3× Platin                                                              | 60.000   |
| Mexiko (AMPROFON)         | Gold                                                                   | 10.000   |
| Polen (ZPAV)              | Platin                                                                 | 10.000   |
| Spanien (Promusicae)      | Gold                                                                   | 10.000   |
| Vereinigte Staaten (RIAA) | Gold                                                                   | 50.000   |
| Insgesamt                 | 3× Gold · 6× Platin ·                                                  | 198.000  |

### Touring the Angel: Live in Milan
| Land/Region          | Auszeichnungen für Musikverkäufe (Land/Region, Auszeichnung, Verkäufe) | Verkäufe |
| -------------------- | ---------------------------------------------------------------------- | -------- |
| Argentinien (CAPIF)  | Platin                                                                 | 8.000    |
| Deutschland (BVMI)   | 2× Platin                                                              | 100.000  |
| Frankreich (SNEP)    | 3× Platin                                                              | 60.000   |
| Portugal (AFP)       | Gold                                                                   | 4.000    |
| Schweiz (IFPI)       | Gold                                                                   | 3.000    |
| Spanien (Promusicae) | Platin                                                                 | 25.000   |
| Insgesamt            | 2× Gold · 7× Platin ·                                                  | 200.000  |

### Tour of the Universe: Barcelona
| Land/Region        | Auszeichnungen für Musikverkäufe (Land/Region, Auszeichnung, Verkäufe) | Verkäufe |
| ------------------ | ---------------------------------------------------------------------- | -------- |
| Deutschland (BVMI) | Platin                                                                 | 50.000   |
| Frankreich (SNEP)  | 2× Platin                                                              | 30.000   |
| Italien (FIMI)     | Gold                                                                   | 15.000   |
| Insgesamt          | 1× Gold · 3× Platin ·                                                  | 95.000   |

### Live in Berlin
| Land/Region       | Auszeichnungen für Musikverkäufe (Land/Region, Auszeichnung, Verkäufe) | Verkäufe |
| ----------------- | ---------------------------------------------------------------------- | -------- |
| Frankreich (SNEP) | Platin                                                                 | 15.000   |
| Polen (ZPAV)      | Gold                                                                   | 10.000   |
| Insgesamt         | 1× Gold · 1× Platin ·                                                  | 25.000   |

## Statistik und Quellen
| Land/RegionAuszeichnungen für Musikverkäufe (Land/Region, Auszeichnungen, Verkäufe, Quellen) | Silber     | Gold         | Platin         | Verkäufe    | Quellen |
| -------------------------------------------------------------------------------------------- | ---------- | ------------ | -------------- | ----------- | --- |
| Argentinien (CAPIF)                                                                          | —          | 2× Gold2     | 3× Platin3     | 74.000      | capif.org.ar (Memento vom 20. August 2011 im Internet Archive) AR2 (Memento vom 31. Mai 2011 im Internet Archive) |
| Belgien (BRMA)                                                                               | —          | 2× Gold2     | 3× Platin3     | 180.000     | ultratop.be |
| Dänemark (IFPI)                                                                              | —          | 5× Gold5     | 4× Platin4     | 290.000     | ifpi.dk |
| Deutschland (BVMI)                                                                           | —          | 20× Gold20   | 18× Platin18   | 7.650.000   | musikindustrie.de                                                                                                 |
| Europa (IFPI)                                                                                | —          | —            | 5× Platin5     | (5.000.000) | ifpi.org (Memento vom 15. Oktober 2013 im Internet Archive)                                                       |
| Finnland (IFPI)                                                                              | —          | 3× Gold3     | —              | 52.477      | ifpi.fi |
| Frankreich (SNEP)                                                                            | —          | 16× Gold16   | 15× Platin15   | 2.517.500   | infodisc.fr snepmusique.com                                                                                       |
| Griechenland (IFPI)                                                                          | —          | Gold1        | —              | 7.500       | Einzelnachweise                                                                                                   |
| Irland (IRMA)                                                                                | —          | Gold1        | —              | 7.500       | irishcharts.ie |
| Italien (FIMI)                                                                               | —          | 5× Gold5     | 11× Platin11   | 1.110.000   | fimi.it |
| Kanada (MC)                                                                                  | —          | 2× Gold2     | 5× Platin5     | 600.000     | musiccanada.com                                                                                                   |
| Mexiko (AMPROFON)                                                                            | —          | 3× Gold3     | —              | 100.000     | amprofon.com.mx                                                                                                   |
| Neuseeland (RMNZ)                                                                            | —          | 3× Gold3     | —              | 45.000      | radioscope.co.nz                                                                                                  |
| Niederlande (NVPI)                                                                           | —          | Gold1        | —              | 40.000      | nvpi.nl |
| Österreich (IFPI)                                                                            | —          | 6× Gold6     | —              | 102.500     | ifpi.at |
| Polen (ZPAV)                                                                                 | —          | 6× Gold6     | 13× Platin13   | 370.000     | olis.pl |
| Portugal (AFP)                                                                               | —          | 7× Gold7     | —              | 50.000      | Einzelnachweise                                                                                                   |
| Russland (NFPF)                                                                              | —          | —            | 5× Platin5     | 100.000     | 2m-online.ru |
| Schweden (IFPI)                                                                              | —          | 12× Gold12   | —              | 405.000     | sverigetopplistan.se                                                                                              |
| Schweiz (IFPI)                                                                               | —          | 8× Gold8     | 3× Platin3     | 248.000     | hitparade.ch |
| Spanien (Promusicae)                                                                         | —          | 10× Gold10   | 6× Platin6     | 700.000     | elportaldemusica.es ES2 ES3                                                                                       |
| Ungarn (MAHASZ)                                                                              | —          | 4× Gold4     | 5× Platin5     | 41.000      | slagerlistak.hu                                                                                                   |
| Vereinigte Staaten (RIAA)                                                                    | —          | 15× Gold15   | 17× Platin17   | 20.900.000  | riaa.com |
| Vereinigtes Königreich (BPI)                                                                 | 9× Silber9 | 13× Gold13   | 4× Platin4     | 4.510.000   | bpi.co.uk |
| Insgesamt                                                                                    | 9× Silber9 | 145× Gold145 | 117× Platin117 |             | |